# 米雷爾·拉多伊
米雷爾·拉多伊（羅馬尼亞語：Mirel Rădoi；1981年3月22日—）是一位羅馬尼亞足球運動員。在場上的位置是中後衛。他曾效力於卡塔爾足球甲級聯賽球隊多哈艾阿拉比體育俱樂部。他也代表羅馬尼亞國家足球隊參賽。現已退役。